# Малоубінський сільський округ
Малоубі́нський сільський округ (каз. Кіші Оба ауылдық округі, рос. Малоубинский сельский округ) — адміністративна одиниця у складі Глибоківського району Східноказахстанської області Казахстану. Адміністративний центр — село Мало-Убінка.
Населення — 829 осіб (2021; 1180 у 2009, 1415 у 1999, 1913 у 1989).
Станом на 1989 рік існували Малоубінська сільська рада (села Волчиха, Малоубінка, Маховка) та Карагужихинська селищна рада (смт Карагужиха). Станом на 1999 рік окремо існувала Карагужинська селищна адміністрація (селище Карагужиха). Село Маховка було ліквідовано 2009 року, село Волчиха — 2018 року.

## Склад
До складу округу входять такі населені пункти:
| Населений пункт    | Старі назви | Населення, осіб (1989) | Населення, осіб (1999) | Населення, осіб (2009) | Населення, осіб (2021) |
| ------------------ | ----------- | ---------------------- | ---------------------- | ---------------------- | ---------------------- |
| Карагужиха, селище | -           | 615                    | 306                    | 112                    | 37                     |
| Мало-Убінка, село  | Малоубінка  | 1014                   | 964                    | 982                    | 791                    |
| --Волчиха, село    | -           | 187                    | 84                     | 55                     | 1                      |
| Маховка, село      | -           | 97                     | 61                     | 31                     | -                      |